# Pink Panther and Sons
Pink Panther and Sons est une série d'animation américaine en 26 épisodes de 10 à 11 minutes, diffusée entre le 8 septembre 1984 et le 26 février 1985 sur le réseau NBC puis ABC.
En France, la série a été diffusée à partir du 11 février 1989 sur FR3 dans Samdynamite puis rediffusée sur Canal J le 6 décembre 1995.

## Fiche technique
Sauf indication contraire, les informations mentionnées dans cette section peuvent être confirmées par la base de données cinématographiques IMDb,  présente dans la section « Liens externes ».
- Titre original : Pink Panther and Sons
- Réalisation : Oscar Dufau, Art Leonardi et Carl Urbano
- Scénario : Glenn Leopold, Steve Marmel, John Bates, Cynthia Friedlob, Denis Higgins, Lane Raichert, Cliff Roberts, Jim Ryan et John Semper
- Photographie :
- Musique : Bob Walsh et Henry Mancini
- Casting : Andrea Romano
- Montage : Gil Iverson et Robert Ciaglia
- Décors :
- Costumes :
- Animation : Tayk Kim et Chris Cuddington
- Production : David H. DePatie et Kay Wright
  - Producteur délégué : Joseph Barbera et William Hanna
  - Producteur associé : Tony Benedict, Art Leonardi, David Salter et Mitch Schauer
  - Producteur créatif : Friz Freleng
- Sociétés de production : Hanna-Barbera Productions, DePatie-Freleng Enterprises et Metro-Goldwyn-Mayer
- Société de distribution : MGM Worldwide Television Distribution
- Chaîne d'origine : NBC et ABC
- Pays d'origine :  États-Unis
- Langue originale : anglais
- Genre : Animation
- Durée : 10 à 11 minutes

## Distribution

### Voix originales
- Billy Bowles : Pinky
- Betty Jean Ward : Panky
- Sherry Lynn : Chatta
- Frank Welker : Finko

Invités
- Gregg Berger : Bowlhead
- Don Messick, Hamilton Camp, Peter Cullen, Rick Dees, Barry Dennen, Paul Eiding, Phil Hartman, Tommy Lasorda, Sonny Melendrez, Neil Ross, William Schallert et William Windom : voix additionnelles

### Voix françaises
- Patrick Préjean : Pinky
- Pierre Trabaud : Howl, voix additionnelles
- Philippe Ariotti, Évelyne Grandjean : voix diverses

## Épisodes
1. Spinning Wheels
2. Pinky at the Bat
3. The Great Bumpo
4. Take a Hike
5. Haunted Howlers
6. Traders of the Lost Bark
7. Pink Enemy #1
8. Pink Encounters of the Panky Kind
9. Millionaire Murfel
10. The Pursuit of Panky
11. Sitter Jitters
12. The Fix-Up, Foul-Up
13. Joking Genie
14. Panky's Pet
15. Punkin's Home Companion
16. Insanity Claus
17. Rocko's Last Round
18. Sleeptalking Chatta
19. Pink Shrink
20. The Pink Link
21. Anney's Invention
22. Panky and the Angels
23. Arabian Frights
24. Brothers Are Special
25. A Hard Day's Knight
26. Mister Money